# Championnat de France féminin de rink hockey 2013-2014
Navigation
Nationale 1 2012-2013 Nationale 1 2014-2015
L'édition du 2013-2014 du championnat de France de rink hockey féminin est la 19e édition de cette compétition. L'US Coutras en est le triple tenant en titre.
Cette édition a été remportée par le CS Noisy le Grand qui obtient son 7e titre.

## Clubs engagés pour la saison 2013-2014
| \| Coutras Noisy-le-Grand Ploufragan Saint-Brieuc ASTA Nantes Nantes M ROC Vaulx-en-Velin \| Localisation des clubs engagés dans le championnat. |
| Coutras Noisy-le-Grand Ploufragan Saint-Brieuc ASTA Nantes Nantes M ROC Vaulx-en-Velin                                                           |

| Club               | Classement 2012-2013 | Entraîneur(s) | Salle(s)                    |
| ------------------ | -------------------- | ------------- | --------------------------- |
| US Coutras         | 1                    |               | Patinoire Milou Ducourtioux |
| CS Noisy le Grand  | 2                    |               | Gymnase des Yvris           |
| RAC Saint-Brieuc   | 3                    |               | Salle André Pelé            |
| ASTA Nantes        | 4                    |               | Salle du Croissant          |
| SPRS Ploufragan    | 5                    |               | Salle Glenan                |
| Nantes Métropole   | 6                    |               |                             |
| ROC Vaulx-en-Velin | -                    |               | Gymnase Ambroise Croizat    |

## Saison régulière

### Résumés des rencontres par journée
1er plateau
2e plateau
3e plateau
4e plateau
5e plateau
6e plateau

### Tableau synthétique des résultats
| Résultats (dom.\ext.)                                      | AST  | CSN  | NTS  | RAC  | PLO  | ROC  | USC  |
| ASTA Nantes                                                |      | 1-10 | 4-6  | 1-0  | 1-3  | 0-10 | 0-10 |
| CS Noisy le Grand                                          | 10-0 |      | 10-1 | 10-1 | 9-1  | 5-0  | 7-2  |
| Nantes Métropole                                           | 4-2  | 2-10 |      | 3-0  | 4-2  | 0-4  | 1-11 |
| RAC Saint-Brieuc                                           | 2-5  | 0-8  | 0-2  |      | 3-2  | 0-2  | 1-5  |
| SPRS Ploufragan                                            | 5-4  | 0-9  | 6-4  | 3-4  |      | 0-4  | 0-6  |
| ROC Vaulx-en-Velin                                         | 6-1  | 1-12 | 3-1  | 4-0  | 0-4  |      | 2-5  |
| US Coutras                                                 | 10-0 | 5-4  | 10-2 | 8-2  | 10-1 | 9-1  |      |
| - Victoire à domicile - Match nul - Victoire à l'extérieur |      |      |      |      |      |      |      |

Résultat N1 Féminine

### Classement de la saison régulière
| Rang | Équipe             | Pts | J  | G  | N | P  | Bp  | Bc | Diff |
| ---- | ------------------ | --- | -- | -- | - | -- | --- | -- | ---- |
| 1    | CS Noisy le Grand  | 33  | 12 | 11 | 0 | 1  | 104 | 14 | +90  |
| 2    | US Coutras (T)     | 33  | 12 | 11 | 0 | 1  | 91  | 21 | +70  |
| 3    | ROC Vaulx-en-Velin | 24  | 12 | 8  | 0 | 4  | 41  | 33 | +8   |
| 4    | Nantes Métropole   | 18  | 12 | 6  | 0 | 6  | 32  | 60 | -28  |
| 5    | RAC Saint-Brieuc   | 9   | 12 | 3  | 0 | 9  | 14  | 52 | -38  |
| 6    | ASTA Nantes        | 4   | 12 | 2  | 0 | 10 | 19  | 76 | -57  |
| 7    | SPRS Ploufragan    | 3   | 12 | 1  | 0 | 11 | 20  | 65 | -45  |

|     | Champion        |
| (T) | Tenant du titre |